# Gillis Grafström
Gillis Grafström (Estocolmo, 7 de junio de 1893-Potsdam, 4 de abril de 1938) fue un patinador sueco ganador de tres medallas de oro olímpicas.

## Biografía
Grafström ganó tres veces el título olímpico en las ediciones de 1920 (en el marco de los Juegos de verano de Amberes), 1924 y 1928 siendo subcampeón en 1932 tras Karl Schäfer.
En los Juegos Olímpicos de Amberes de 1920, uno de sus patines se rompió durante la competición y se vio obligado a desplazarse hasta la ciudad para comprar otro par con el que competir.
En sus últimos Juegos, los de 1932, colisionó contra un fotógrafo que seguía la prueba. Esto provocó que perdiera la medalla de oro a manos de Karl Schäfer.
Grafström se caracterizó por su elegancia en el patinar y por sus interpretaciones con música. Inventó la pirueta que lleva su nombre y fue entrenador de Sonja Henie.
Desde 1925 hasta su muerte vivió en la ciudad alemana de Potsdam. Entrenaba en el lago Bornstedt cuando este se helaba o en la pista artificial de Volkspark en Berlín cuando las condiciones al aire libre no eran las idóneas.
Grafström estudió arquitectura en la Universidad Técnica de Berlín, profesión que ejerció con posterioridad. Falleció en 1938 a la edad de 44 años debido a un envenenamiento de la sangre.
Hoy existe una calle en Potsdam que lleva su nombre. En 1976 se le incluyó en el Salón de la Fama del Patinaje artístico.

## Resultados

### Juegos Olímpicos
- 1920 - 1.º
- 1924 - 1.º
- 1928 - 1.º
- 1932 – 2.º

### Campeonatos del Mundo
- 1914 – 7.º
- 1922 - 1.º
- 1924 - 1.º
- 1929 - 1.º